# Festival Aéreo de Málaga
El Festival Aéreo de Málaga (FAM) es un festival aéreo que se celebra anualmente en el mes de septiembre en la Playa de la Malagueta, en Málaga (España).

## Ediciones

### FAM 2009
La primera edición del Festival Aéreo de Málaga se celebró el 6 de septiembre de 2009.Tuvo una asistencia de más de 200.000 personas.
Participantes
- Piper PA
- Formación Bücker Bü 133
- Formación Piper J-3
- Eurocopter EC 135 del Cuerpo Nacional de Policía
- Eurocopter EC 120 Colibrí de la Dirección General de Tráfico
- Eurocopter EC 135 de la Guardia Civil
- Antonov An-2
- SA 330 Puma SAR del Ejército del Aire
- Canadair CL-215
- Patrulla Milano
- Proyecto Alas
- Acrobático A. Gamez
- Hispano Aviación HA-200 Saeta
- Pioneer Team
- Ramón Alonso
- Patrulla ASPA
- AV-8B Harrier II Plus
- Eurofighter Typhoon
- F-16 Demo Team
- Patrulla Águila

### FAM 2010
La segunda edición del Festival Aéreo de Málaga se celebró el 5 de septiembre de 2010. Tuvo una asistencia de más de 250 000 personas.
Participantes
- Patrulla REVA (Francia)
- Patrulla ASPA (España)
- F-18 (España)
- Patrulla Acrobática de Paracaidismo del Ejército del Aire (PAPEA)
- F-16_Demo_Team (Holanda)
- Ramón Alonso (España)
- Pioneer Team (Italia)
- Xtreme Flight, Parachuting demo team
- SAETA (España)
- Patrulla Milano (España)
- Proyecto Alas (España)
- Canadair CL-215 (España)
- Helicóptero SAR (España)
- Eurocopter EC 135 del Cuerpo Nacional de Policía (España)
- Eurocopter EC 120 Colibrí de la Dirección General de Tráfico (España)
- Eurocopter EC 135 de la Guardia Civil (España)
- Tecnam P2006T (España)
- BUCKERS (España)
- Cessna 172 (España)
- Patrulla Águila (España)